# الطاقة المتجددة في النمسا

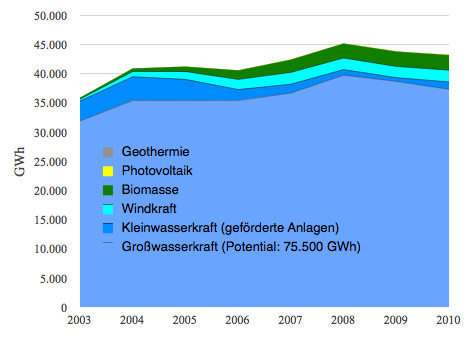
توليد الكهرباء من الطاقات المتجددة في النمسا من عام 2003 إلى عام 2008. ملاحظة: تحتوي الكتلة الحيوية على الكتلة الحيوية الصلبة والسائلة والغازية وجزء حيوي من النفايات ومدافن النفايات وغاز الصرف الصحي.

مع نهاية عام 2016، حققت النمسا هدف توجيه الطاقة المتجددة للاتحاد الأوروبي لعام 2020. بحلول عام 2016، كانت الطاقة المتجددة تمثل 33.5% من الاستهلاك النهائي للطاقة في جميع القطاعات (الحرارة، الكهرباء، التنقل). احتضن قطاع الطاقة المتجددة 41591 وظيفة (تعادل دوامًا كاملًا) وحقق إيرادات بلغت 7219 مليون يورو في عام 2016.

## أهداف الحكومة
حددت الحكومة الجديدة للنمسا عام 2017 هدفًا طموحًا. أولًا تحقيق ما يعادل 100% من الطاقة الكهربائية المتجددة بحلول عام 2030، وثانيًا، مواصلة إزالة الكربون من نظام الطاقة بحلول عام 2050. اعتبارًا من عام 2016، مثلت الطاقة المتجددة ما نسبته 71.7% في النمسا. لا يمكن تحقيق هذا الهدف إلا إذا توفرت أيضًا الشروط الإطارية التنظيمية والاقتصادية اللازمة للتمكن من الاستمرار في ضمان الأمن وجودة الإمدادات. عمومًا، يجب تحديد أهداف واقعية يمكن أن يرتكز تنفيذها وإنجازها على تدابير مناسبة. وفقًا لحسابات وكالة الطاقة النمساوية، فإن تحقيق هذا الهدف يستلزم زيادة توليد الكهرباء سنويًا من مصادر الطاقة المتجددة بما قد يصل إلى 35 تيراواط ساعي بحلول عام 2030. بما أن الطاقة المائية في النمسا ليست ممكنة إلا بقدر محدود، فإن الاستهلاك الإضافي لا بد أن تغطيه طاقة الرياح ونظم الألواح الضوئية. يتطلب هذا التطور الهائل في توليد الطاقة من مصادر الطاقة المتجددة أيضًا توسعًا موازيًا واسع النطاق في شبكات الكهرباء، وخاصةً تخزين الطاقة.
تعني إزالة الكربون انخفاضًا جذريًا لانبعاثات الكربون واستبدال مصادر الطاقة المتجددة بالوقود الأحفوري. يكون ذلك ممكنًا اقتصاديًا وتقنيًا فقط من خلال الربط بين الطاقة والحرارة والتنقل في نظام متكامل للطاقة (الربط القطاعي). لا يقتصر الأمر على مجال الكهرباء فحسب، بل أيضًا إيجاد التدابير المناسبة في القطاعات الأخرى لتحقيق الأهداف المرجوة.

## سياسة الحكومة
أعطت الحكومة الائتلافية السابقة، المؤلفة من حزبي الشعب والحرية النمساويين، للبيئة والطاقة دورًا مهمًا في البرنامج الحكومي الجديد 2017-2022. وفقًا لكل من الطرفين، فإن الأمر يتطلب إستراتيجية طموحة في التعامل مع المناخ والطاقة لضمان الوصول إلى هدف الطاقة المتجددة بنسبة 100% بحلول عام 2030.
هناك قانون متعلق بالطاقة المتجددة يسمى قانون الكهرباء الخضراء. ينظم هذا القانون تعزيز توليد الطاقة من طاقة الرياح، وطاقة الألواح الضوئية (من 5 كيلوواط ذروة)، والكتلة الحيوية الصلبة أو السائلة أو الغازية، وغاز مطامر النفايات أو الصرف الصحي، والطاقة الحرارية الجوفية مع تعريفات التغذية، والطاقة المائية (حتى 20 ميغاواط) بدعم استثماري. في كل عام، تتوفر حصة ثابتة لمحطات الطاقة المتجددة المتعاقدة؛ ويُحدد مستوى تعريفات التغذية بموجب المرسوم. يتاح التمويل عن طريق نظام «الدفع أولًا بأول» من خلال المستهلكين النهائيين.
التزمت النمسا بتحقيق أهداف مختلفة في مجال سياسة الطاقة والمناخ. تعد النقاط التالية أهم ما يتعلق بعملية الاستراتيجية إينيرجي 2050 (ENERGY2050):
- خفض الانبعاثات في القطاعات التي لا تخضع لتجارة الانبعاثات (مثل الأسر المعيشية والخدمات والتجارة والنقل) بنسبة 16% بحلول عام 2020 مقارنة بعام 2005.
- زيادة حصة الطاقات المتجددة في إجمالي استهلاك الطاقة النهائية من 23% (2005) إلى 34% بحلول عام 2020. يستهدف الوقود الحيوي حصة تبلغ 10% في قطاع النقل.
- خفض استهلاك الطاقة النهائي بنسبة 9% مقارنة بالاتجاه حتى عام 2016.
- استهداف سياسة الاتحاد الأوروبي لخفض انبعاثات الغازات الدفيئة بنسبة 80-95% بحلول عام 2050.[7]

إزاء التقنيات المبتكرة المتعلقة بالطاقة، فإن لدى النمسا الوثائق الاستراتيجية والخطط التالية:
- إستراتيجية الطاقة (النمسا): قدمتها في ربيع 2010 وزارة الشؤون الاقتصادية ووزارة البيئة. تتضمن التدابير المقترحة لاستراتيجية الطاقة للمساعدة في تنفيذ هدف 20/20/20، الذي حدده الاتحاد الأوروبي في النمسا.
- خطة عمل الطاقة المتجددة: هي خطة عمل لتحقيق هدف الـ 34%. جوهريًا، تشكل تجسيدًا لاستراتيجية الطاقة. حُقق هذا الهدف بالفعل بحلول نهاية عام 2016، بمساهمة 33.5% من الطاقة المتجددة في استهلاك الطاقة النهائية في النمسا.
- خطة عمل كفاءة الطاقة: لتنفيذ التوجيه النهائي للاتحاد الأوروبي بشأن كفاءة الطاقة؛ تعيّن على كل دولة عضو أن تقدم خطة عمل وطنية بحلول منتصف عام 2007. من المفترض أن الخطة حددت هدف الادخار، والتدابير والأدوات اللازمة لتحقيقه، وكان لا بد من تقييمه ومراجعته في عامي 2011 و2014.
- برامج حماية الطاقة والمناخ للولايات والبلديات الاتحادية: صاغت العديد من المدن والبلديات استراتيجيات بدرجات متفاوتة من المسؤولية عن نطاق تأثير كل منها.